# ベーシックサービス
ベーシックサービスは、日本の慶應義塾大学経済学部教授の井手英策が提唱した社会保障の構想で、国民全員に現物（サービス）を支給する政策である。

## 概要
国民全員に現金を支給するベーシックインカムに対し、国民全員に就労や収入に関係なく現物を支給しようという構想である。
コロナ禍でベーシックインカムを行うことが事実上不可能な中でベーシックサービスが注目される。
ベーシックインカムは常に財源が問題点になってきたのだが、ベーシックサービスならばこれが解決できる。
財源は消費税を上げるという事が考えられるのだが、ベーシックサービスのために消費税を上げたならば、低所得層はこのことにより利益が増える結果となる。
ベーシックサービスでは教育や医療や介護や障害者福祉などのサービスを無料にする。これらのサービスは必要な人のみが利用するサービスである。学校ならば既に卒業している人が再び入学はしない。
コロナ禍の際には特別定額給付金という対策をしたが、あれでは必要ではない人にまで配ることになり無駄が多かった。ベーシックサービスならばあればあのような無駄は起きない。
公明党は2020年9月の全国大会では、ベーシックサービスを本格的に検討する場を党内に設けて議論を行っていきたいとした。
立憲民主党は2021年3月30日に発表した基本政策では、ベーシックサービスを拡充して誰もが必要なサービスを受けることができる社会を目指す。